# Castell de Navès
El castell de Navès és un edifici de Navès (Solsonès) declarat bé cultural d'interès nacional. És un castell termenat documentat el 1103, actualment és una masia sobre murs antics del vell castell. Està situat a l'extrem oriental del veïnat de cases esparses que hi ha al voltant de l'església parroquial de Navès.

## Descripció
Es conserva la part baixa de la torre principal, de 5,50 m de diàmetre. L'alçada és d'uns 3 m a la banda meridional i uns m a tramuntana. Fou bastida damunt la roca. L'aparell constructiu presenta carreus majoritàriament grossos (per exemple, 20 x 60 cm o 30 x 140 cm); també n'hi ha de menors. Les pedres són unides amb morter de calç de poca qualitat.
Aquest edifici degué ser construït vers el segle xii. En època moderna se li degué escapçar els dos pisos superiors i hi foren afegits reforços laterals.

## Història
El castell, situat en el pla de Navès, una de les zones més fèrtils de la vall de Lord és esmentat ja el 968, quan el bisbe d'Urgell Guisad, que el tenia per compra al jutge Adó, el donà en propi alou a Mir. La nissaga dels Mir tingué amplis dominis en aquest sector, almenys durant dues centúries; el 1094, fou donat per Ermessèn, junt amb l'honor de «Navazes» a un descendent seu, Ramon Mir o Miró, que, el 1103, donà a l'església de Santa Maria de Solsona el castell i la parròquia de Navès, amb el castell de Pujol Melós i altres esglésies annexes. Els papes Alexandre III i Climent III feren esment del castell els anys 1180 i 1188.
L'any 1218 el castell fou donat com a regal de noces a Ramon de Meda i esposa Sança. El 1235 n'era castlà Guillem de Besora. El 1254 n'eren senyors la família dels Josa. El rei Jaume I pernoctà en aquest castell el 27 de juny de 1259, quan vingué a aquestes terres des de Manresa evitant Cardona per l'enfrontament amb la família dels vescomtes, aliats amb els comtes de Foix. El 1292 fou castlà Ramon de Jorba mentre el senyoriu era ostentat per Ramon d'Anglesola que el lliurà al paborde de Solsona. L'any 1312 Ramon de Jorba fill vengué al paborde de Solsona les castlanies de Navès i Besora.
A partir de la meitat del segle xiv l'esplendor del castell i els seus entorns minvà. S'abandona el conreu i es produeix un fort despoblament. Els valls del castell han estat desfets o omplerts i el clos partit entre el mateix castell i les cases Motjana i Macià. El conjunt arquitectònic que ens ha arribat és el producte de reformes introduïdes durant els segles XVI-XVIII. El conjunt, que delimita perfectament la fortificació, s'ha mantingut en part perquè ha estat habitat fins als nostres dies.